# Arrenodes minutus
Arrenodes minutusa (лат.) — вид жуков из семейства длиннотелы (Brentidae). Встречаются в Северной Америке от южной Канады до юго-восточных штатов США. Жуки-ксилофаги средних размеров, длина тела от 7 до 25 мм. Основная окраска от красновато-коричневой до коричневато-чёрной, с жёлтыми пятнами на надкрыльях. У взрослых особей выражен половой диморфизм; у самок длинный, тонкий, прямой ротовой аппарат, а у самцов ротовой аппарат уплощённый, расширенный с большими верхними челюстями, которые они используют в боях и при ухаживании. Жизненный цикл занимает от 2 до 4 лет. Вторичный вредитель, чьи личинки поражают недавно срубленные и отмирающие деревья (дуб, вяз, бук, осина и тополь). Основные экономические потери связаны с повреждением личинками живых стоящих деревьев, выращиваемых для производства изделий из дерева. Также атакует необработанные пиломатериалы, брёвна и доски. Экономически важный вредитель дубов и других лиственных пород на востоке США.

## Распространение
Жук распространён от юга Онтарио и Квебека через большую часть востока США до Мексиканского залива. Сообщалось также об изолированных популяциях в Монтане и Центральной Америке. Сообщалось также о нахождении этого вида и за пределами его естественного ареала. Arrenodes minutus были обнаружены в партии деревянной мебели из США в Новой Шотландии и в настоящее время обитают в приморских провинциях Канады. Жук также был обнаружен во Франции в 2005 году в партии изделий из древесины дуба, импортированных из США; однако этот вид не прижился в Европе.

## Описание

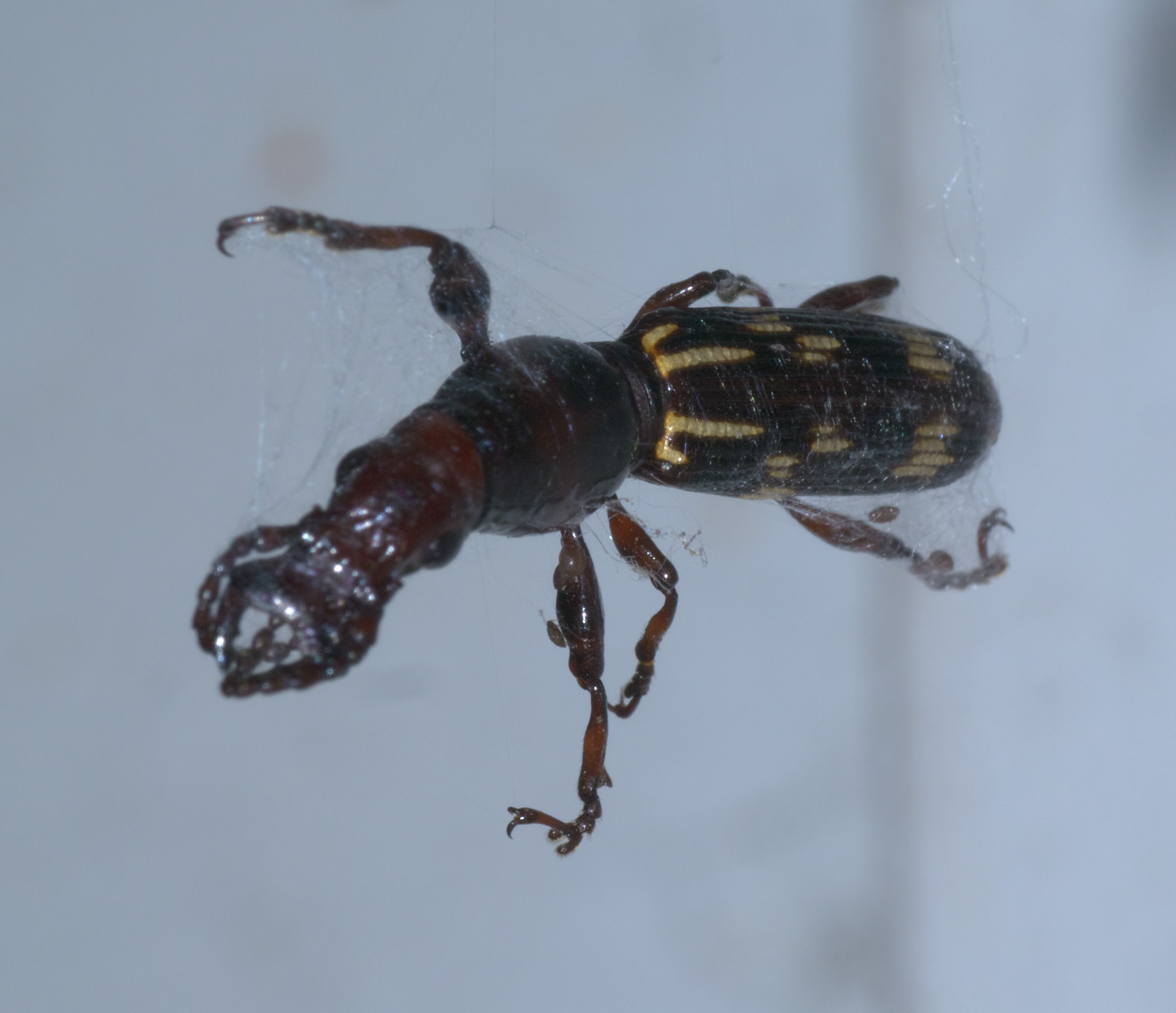
Самец

Взрослые жуки блестящие, удлинённые, их длина колеблется от 7 до 25 мм. Основная окраска от красновато-коричневой до коричневато-чёрной, с жёлтыми пятнами на надкрыльях. У взрослых особей выражен половой диморфизм; у самок длинный, тонкий, прямой ротовой аппарат, а у самцов ротовой аппарат уплощённый, расширенный с большими верхними челюстями. Известно, что самцы агрессивны и используют эти большие челюсти в бою. Эти мандибулы также используются при ухаживании. Личинки удлинённые, цилиндрические, белые, изогнутые; длина личинок до 24 мм. У них 3 пары сочленённых ног на груди и 1 пара ложноножек у конца брюшка.
Взрослые особи дубового древоточца обычно появляются в мае и активны до августа. Взрослых жуков привлекают свежие раны на деревьях-хозяевах, где они питаются соком, сочащимся из этих повреждённых деревьев. Несколько взрослых жуков часто собираются под рыхлой корой рядом с раной.
После спаривания самки просверливают крошечное отверстие размером с волос в обнажённой заболони и откладывают в эту полость одно яйцо. Затем самка покрывает это отверстие древесной мукой и телесными выделениями. Во время этого процесса партнёр самки охраняет её и её яйцо от других самцов и хищников. Эти яйца имеют диаметр менее 1 мм, и их полное развитие может занять от нескольких дней до 3 недель.
После вылупления из яиц (их длина менее 1 мм) личинки проникают прямо в ксилему и туннелируют через ствол, пока почти не достигают другой стороны дерева. Затем личинки делают «разворот» и проходят через ксилему в направлении своего первоначального входа. Эта стадия жизни является наиболее разрушительной для коммерческого лесоводства. Окукливание происходит в галерее, после чего появляются взрослые особи, как правило, через соответствующие входные отверстия. Этот жизненный цикл занимает от 2 до 4 лет.

### Территориальное и защитное поведение
Охрана самок самцами рассматривается как территориальное поведение, которое, возможно, развилось для предотвращения преследования самок другими самцами. Защита самцами укрытий от других самцов также рассматривается как территориальное поведение. Самцы очень агрессивны по отношению друг к другу, причем доминирование основано на размере и силе. Эта агрессия принимает форму стереотипного боя, без каких-либо признаков травмирования противников. Агрессия не наблюдалась у самок, редко между самцами и самками. Выделяют две ситуации, при которых формируются территории. Во время
охранного поведения самцов территория обозначается площадью, которую самцы покрывают во время круговых прогулок вокруг самок, готовящих ямки для яиц. Возможно, такое поведение развилось для того, чтобы предотвратить преследование самок другими самцами и улучшить процесс яйцекладку. Поскольку на подготовку яйцевого отверстия обычно уходит час или более, постоянные прерывания со стороны конкурирующих самцов мало способствовали бы распространению вида.
Ещё одна форма территориального поведения выражается в защите укрытий. Наблюдались ситуации, когда самцы и самки часто прятались во время отдыха в трещинах коры. Самцы защищают эти укрытия от вторжения других самцов, но часто делят выбранное ими место с одной или несколькими самками.
При нападении хищников, жуки Arrenodes minutus как и другие длиннотелы (Brentidae) и большинство Curculionoidea, втягивают ноги, усики плотно прижимают к роструму, падают вниз и в течение нескольких мгновений притворяются мёртвыми. Затем они постепенно «оживают», выпрямляются и вытягивают передние лапки, приподнимают голову. Они сохраняли это вертикальное положение в течение 5 минут или более. Лабораторные наблюдения, включая нажатие на жука кончиком пальца показали, что это положение тела весьма жёсткое, эти насекомые были очень упруги и сильны, когда пытались удержать свои передние лапки вытянутыми. В одном из наблюдений, было замечено, что на жуков-брентид, питавшихся древесными соками, нападали многочисленные муравьи. Муравьи кусали и тянули жуков, но не могли сместить или повредить их. Жуки реагировали, втягивая свои ноги и усики, но не предпринимали никаких других попыток сопротивляться или убежать. Было очевидно, что мандибулы муравьёв не подходят для сильно хитинизированного экзоскелета этих жуков. Вполне вероятно, что муравьи конкурировали за этот источник пищи и не были хищниками этих жуков.

### Объём памяти
В нескольких случаях обнаружена способность к запоминанию. Самки, которые ранее были потревожены, смогли закончить свои незавершённые яйцевые ямки до одного часа спустя. Они систематически ходили вверх и вниз и вокруг общей области, где находилось отверстие, слегка прижимая рострум и немного прижимаясь к субстрату. В итоге яйцевая ямка была завершена. Вероятно, комбинация визуальных и обонятельных меток помогла самкам путь к начатым ранее яйцевым ямкам. Самки Arrenodes minutus после яйцекладки покидают свои яйца и не заботятся о своих личинках. Поскольку на подготовку отверстий для яиц часто уходит более часа, то одно из объяснений заключается в том, что на продолжение бурения отверстия и его завершение тратится меньше энергии, чем на поиск другого подходящего места и бурение нового.

## Значение
Arrenodes minutus является экономическим вредителем дубов и других лиственных пород на востоке США. Основные экономические потери связаны с повреждением личинками живых стоящих деревьев, выращиваемых для производства изделий из дерева. Однако известно, что это насекомое также атакует необработанные пиломатериалы, брёвна, древесную щепу и доски. Личиночные галереи-червоточины вызывают структурные повреждения таких объектов. Пиломатериалы из сильно заражённых деревьев часто непригодны для специального использования, например, для настила полов или изготовления бочек. Повреждения от личиночного питания также могут серьёзно снизить стоимость пиломатериалов хорошего сорта. Arrenodes minutus включен в специальный список Европейского агентства по безопасности пищевых продуктов (European Food Safety Authority), что означает, что он потенциально может стать интродуцированным вредителем и его импорт запрещён. Существуют опасения, что он может обосноваться в Европе и распространить губительный грибок увядания дуба из-за схожих климатических условий и обилия потенциальных хозяев. Европейское агентство по безопасности продуктов питания, являющееся подразделением Европейского союза, устанавливает строгие правила в отношении продукции из дуба и тополя, такой как пиломатериалы, бочки, брёвна, упаковочные материалы из твердой древесины и древесная щепа, импортируемые из США.

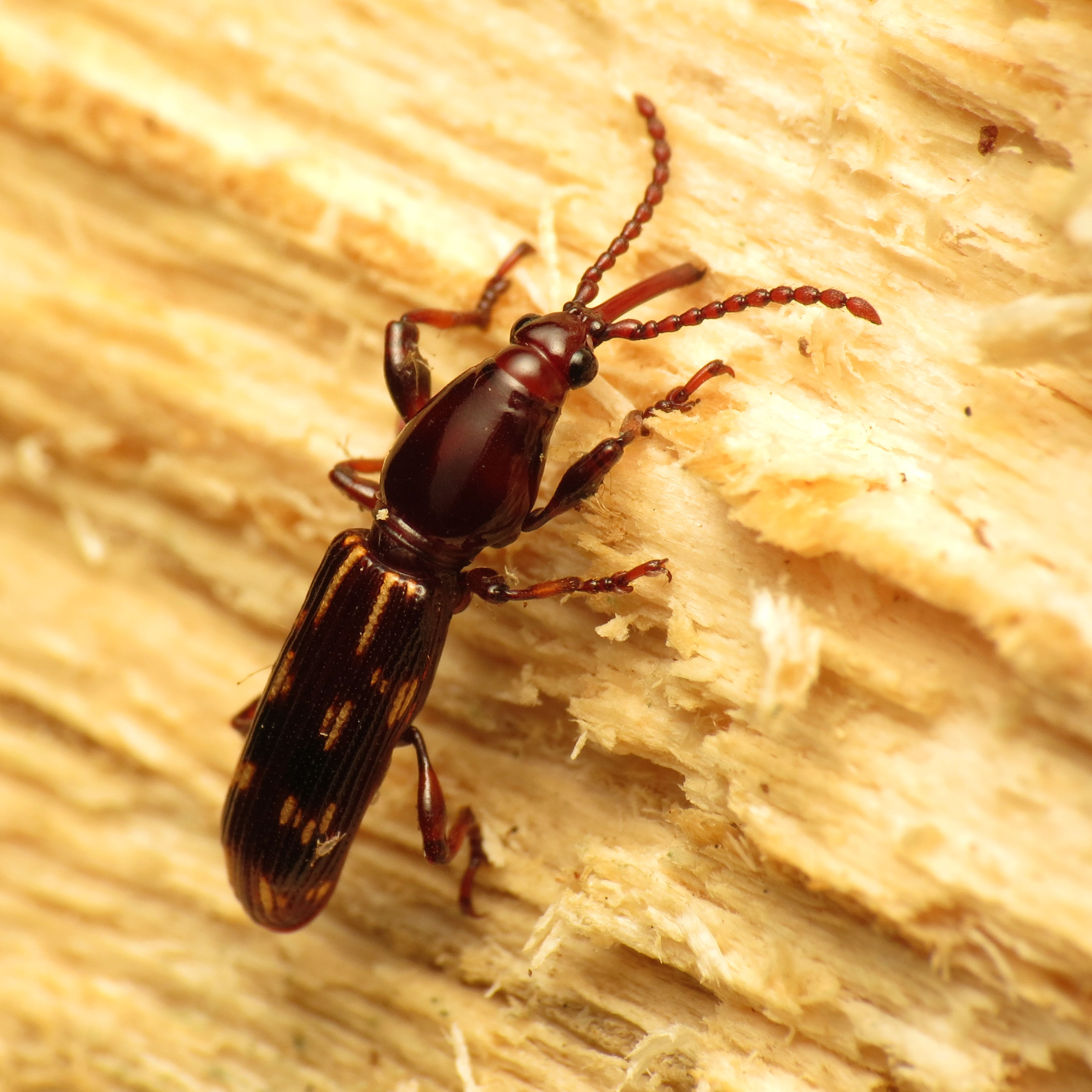
Самка

Жук Arrenodes minutus в первую очередь поражает дуб (Quercus spp.), вяз (Ulmus spp.), бук (Fagus spp.) и виды рода Populus, такие как осина и тополь. Они также были зарегистрированы на клёне (Acer negundo) и гледичии (Gleditsia triacanthos). Высокогорные виды дуба, такие как дуб бархатистый или чёрный (Quercus velutina) и дуб Quercus coccinea, по-видимому, особенно подвержены нападению этого жука.
Личинки этого вида внедряются в ксилему повреждённых деревьев, создавая галереи по всей древесине. Ходы, образуемые этим видом, обычно прямые и горизонтальные, и их диаметр постепенно увеличивается по мере развития и роста личинок. Эти личинки часто уходят от места откладки яиц почти на другую сторону дерева, затем делают резкий «разворот» и уходят обратно в направлении входного отверстия. Arrenodes minutus являются вторичными вредителями, которые поражают недавно срубленные брёвна и раненые, отмирающие деревья и поэтому представляют меньшую угрозу для здоровых живых деревьев.
Признаки заражения этим жуком включают прямые или U-образные ходы диаметром от 0,2 до 4,0 мм в ксилеме дерева-хозяина. На ранах с обнажённой заболонью также можно увидеть порошкообразную белую пыль с экскрементами и крошечные отверстия. Буровая пыль и мука выталкиваются из галерей личинками и могут быть видны вокруг входных отверстий. Иногда можно обнаружить, что взрослые особи собираются под рыхлой корой вокруг ран на деревьях-хозяевах.
Arrenodes minutus является известным переносчиком разрушительного грибка Bretziella fagacearum, вызывающего увядание дуба. Дубовое увядание является основной причиной гибели дуба в некоторых регионах и было обнаружено в 24 штатах США. Дубовое увядание может вызвать внезапную гибель деревьев-хозяев из-за нарушения движения сока и воды в ксилеме.

## Меры борьбы
Меры прямого контроля, такие как химическая или биологическая борьба, редко используются для борьбы с дубовыми древоточцами Arrenodes minutus. Однако базовые методы управления лесным хозяйством часто могут предотвратить экономический ущерб от этого насекомого. Надлежащая санитарная обработка леса и быстрое удаление поваленных деревьев могут помочь предотвратить заражение дубовыми древоточцами и многими другими опасными лесными вредителями. Поскольку этот жук нападает на раны хозяев, деревья следует защищать от повреждений, особенно при сборе урожая. Для борьбы с этим вредителем в заготовленной древесине применяется обработка срубленных брёвен или переработанной древесины путём фумигации, автоклавирования, пропаривания или сушки в печи, а также применение технологических добавок, защитных составов, дезинфицирующих средств для поверхностей или пестицидов. Европейское агентство по безопасности продуктов питания (European Food Safety Authority) имеет нормативные фитосанитарные методы обнаружения и мониторинга дубовой древоточца Arrenodes minutus в импортных пиломатериалах из дуба и тополя для обнаружения этого вида.

## Таксономия
Вид был впервые описан в 1773 году британским энтомологом Дрю Друри (1725—1804) и в дальнейшем был неоднократно переописан под другими названиями, в результате ревизий сведёнными в синонимы. Обозначен типовым видом для рода Arrenodes Schoenhen, 1823.